# Садовский, Виталий Михайлович
Виталий Михайлович Садовский (7 декабря) 1950, Западинцы, на Подолье — † 7 декабря 2009, Вроцлав, Польша) — украинский художник и иконописец.

## Биография
С 1 сентября 1966 учился в Одесском мореходном училище, которое окончил с отличием. После окончания, работая на судах побывал в разных странах мира: Азии, Африке, Океании и т. д. В 1972—1976 учился в Львовском художественном училище имени Труша, где выбрал своей специальностью настенную живопись.
С 1990 уехал в Польшу на постоянное место жительства. В 1995 вступил в Союз артистов Польши. Занимался в основном живописью, а также книжной иллюстрацией и скульптурой, увлекался художественным фото.
Среди современных художников полотна Садовского выделяются особым стилем и колоритом. Его картины есть в частных галереях Японии, США, Канады, Германии и Польши.
Много и плодотворно работал как иконописец. В Вроцлавском Соборе св. Винсента нарисовал между иными Голгофу и иконы двух блаженных мучеников, перемышльских владык: Блаженного Иосафата (Коциловского) и Блаженного Григория (Лакота).
Его живописные произведения пронизаны горьким юмором, ироничным тоном и страдальческое задумчивостью над человеческой судьбой. Многое черпал из опыта таких мастеров как Босх, Гойя, Бруно Шульц.
Умер в ноябре 2009 года во Вроцлаве (Польша). Похоронен на родине, в с. Западинцы, на Подолье.

## Произведения
- «Убивання мухи» (2004).
- «Смерть чорного крука» (2009)последняя робота.
- «Автопортрет з Бруно Шульцом» (2007).